# Ніббіксвауд
Ніббіксвауд (нід. Nibbixwoud) — село в нідерландській провінції Північна Голландія. Входить до муніципалітету Медемблік.
Його площа становить 5,13 км², а населення станом на 2021 рік складало 2 475 осіб.
До 1979 року мало статус окремого муніципалітету.

## Галерея

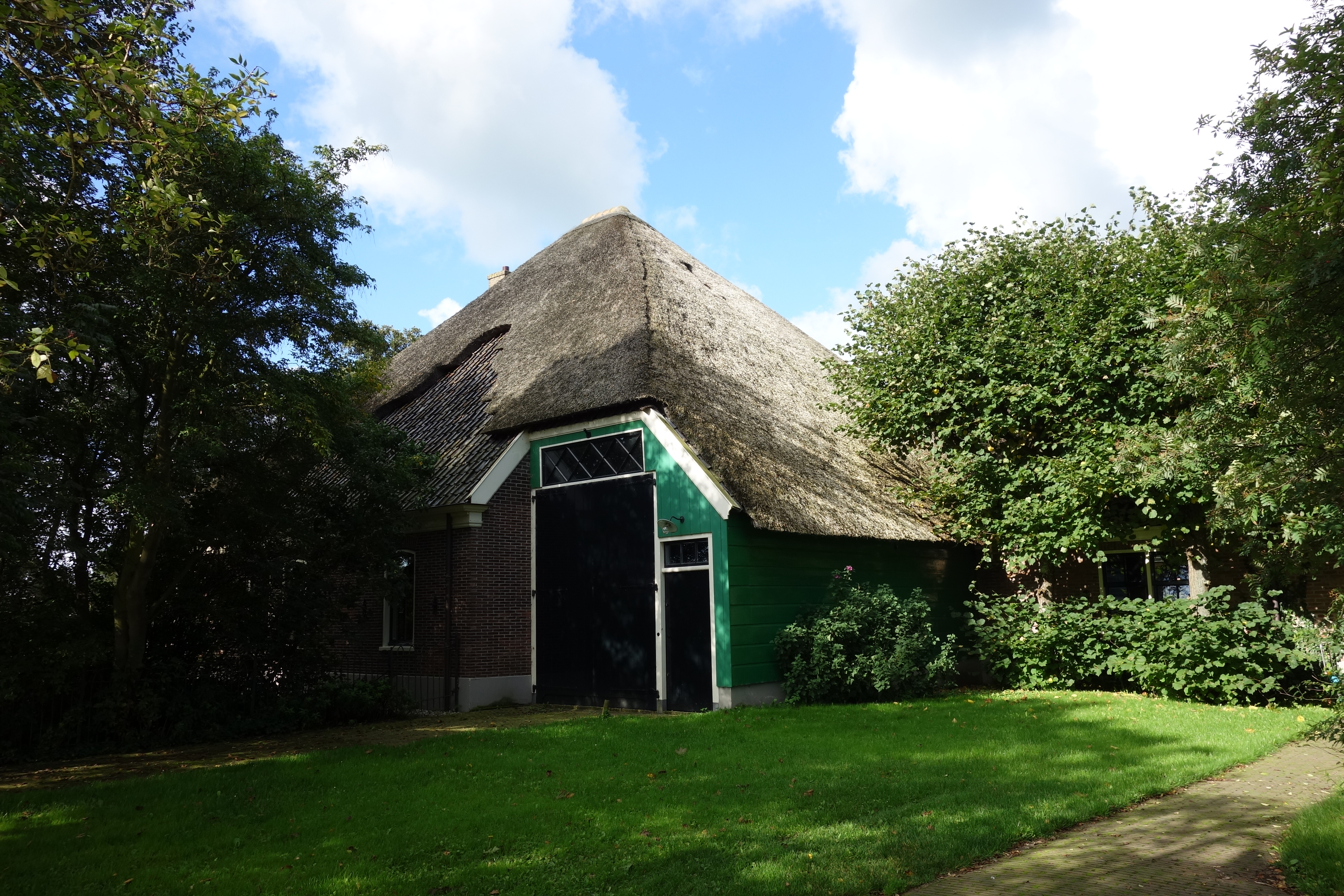
Ферма у Ніббіксвауді
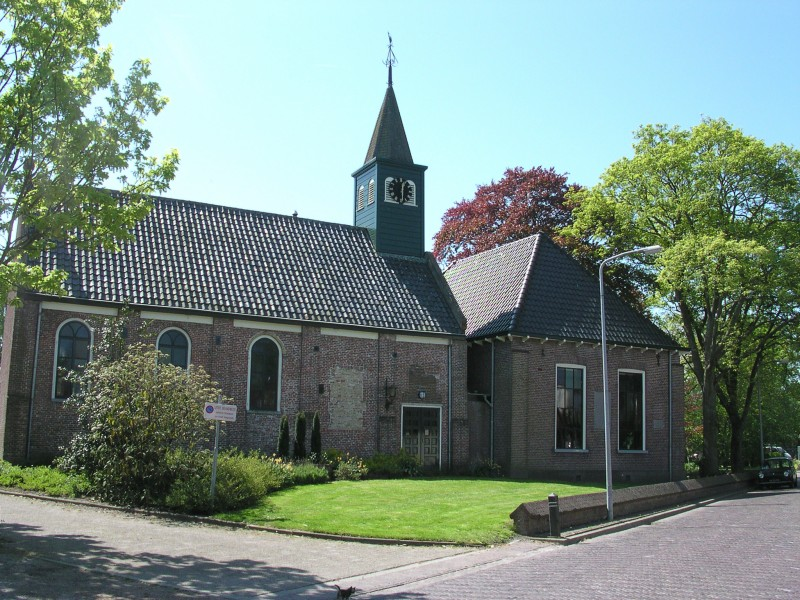
Церква і культурний центр
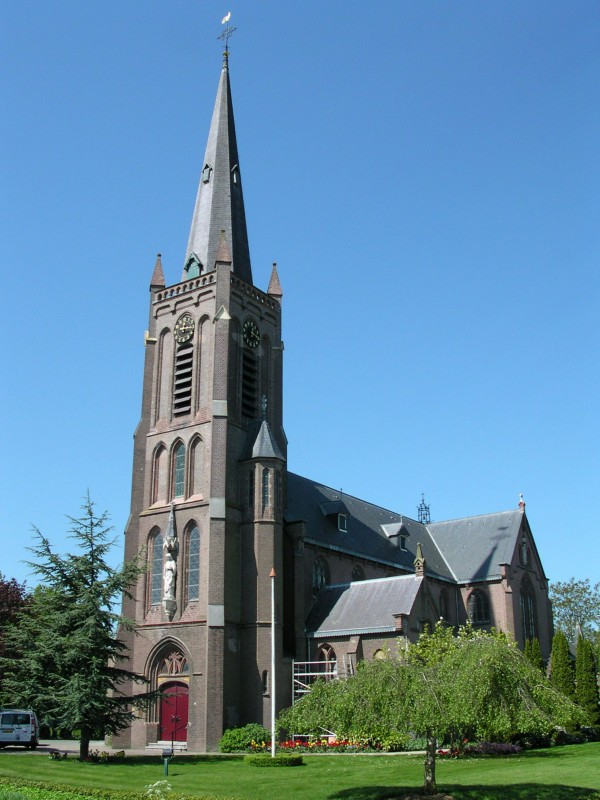
Католицька церква